# Powiat Yurugi
Powiat Yurugi (jap. 淘綾郡 Yurugi-gun) – dawny powiat w Japonii, w prefekturze Kanagawa.

## Historia[1]

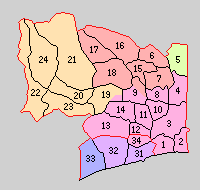
Powiat Yurugi (31–34 – 1889 r.)

W pierwszym roku okresu Meiji na terenie powiatu znajdowało się 20 wiosek.
Powiat został założony 22 lipca 1878 roku. 1 kwietnia 1889 roku powiat został podzielony na 1 miejscowość Ōiso oraz 3 wioski: Kokufu, Azuma i Yamase.
1 kwietnia 1896 roku powiat Yurugi został włączony w teren nowo powstałego powiatu Naka. W wyniku tego połączenia powiat został rozwiązany.